# Положинский, Александр Евгеньевич
Александр Евгеньевич Положинский (укр. Олександр Євгенович Положинський; род. 28 мая 1972, Луцк, УССР) — украинский певец и шоумен, лидер группы «Тартак» и проекта «Був'є». Лауреат премии имени В. Стуса (2013). Доброволец ВСУ, участник российско-украинской войны.

## Биография
Александр Положинский родился 28 мая 1972 года в Луцке.
Окончил Львовский военный интернат и экономический факультет Луцкого национального технического университета по специальности «Экономика предприятия».

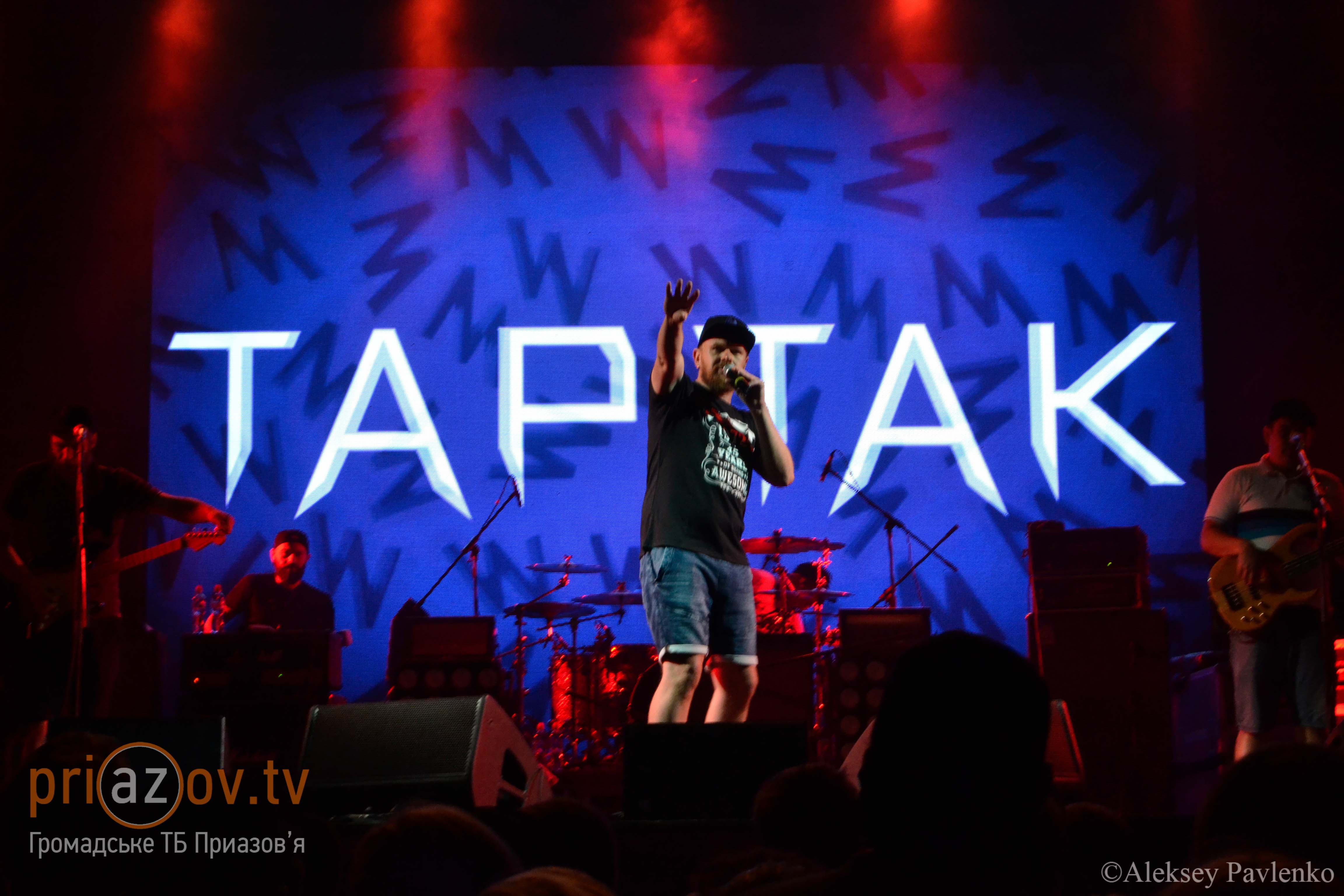
«Тартак» на фестивале MRPL City 2017

В 1996 году Александр узнал о фестивале Червона Рута. Для участия в нем нужно было иметь группу, три песни и подать заявление. Группы не было, однако было название и четыре песни. Одну заявку написал от группы «Макаров & Петерсон» в категорию рок-музыки, а другую, от «Тартака» — в современную танцевальную музыку. Впоследствии нашлись и другие участники для новосозданной группы «Тартак». Положинский стал его лидером и автором большинства песен.
Работал ведущим на канале М1 и  М2. Участник проекта «Оберіг».
В 2014 году основал проект «Був'є», с которым выпустил два альбома в 2015 и 2019 годах.
С 2018 года по 27 мая 2020 года вел авторскую программу «Звуки про» на Радио НВ. В 2024 году присоединился, как радиоведущий к Армия FM с программой «Вечірній По».
16 мая 2025 года выпустил новый альбом «ЗСУВ».

## Личная жизнь
Проживает в Луцке. Холост.
Ведет активную общественную деятельность. После вторжения российских войск на территорию Украины 24 февраля 2022 года подписал контракт на прохождение военной службы в резерве Вооруженных сил Украины, в мае находился на службе в 47 батальоне (позже 47 штурмовой полк и 47 отдельная механизированная бригада).

## Награды
- Премия имени В. Стуса (2013)[12]
- Орден «За заслуги» ІІІ ст. (2020)[13] — отказался от награды[14].